# Маргарян, Грач Хачатурович
Грач Хачатурович Маргарян — советский хозяйственный, государственный и политический деятель.

## Биография
Родился 26 ноября 1912 года, село Азатан, Ширакский район, Армения. Член ВКП(б) с 1931 года.
- С 1932 года — на хозяйственной, общественной и политической работе.
- В 1932—1937 гг. — ответственный секретарь, редактор районной газеты,
- с 1937 инструктор ЦК КП(б) Армении, заведующий Отделом ЦК КП(б) Армении, ответственный редактор республиканской газеты,
- c 1943 - 1945 секретарь ЦК КП(б) Армении по кадрам,
- c 1946 - 1953 на партийной работе в ЦК ВКП(б) — КПСС,
- c 1953 - 1959 2-й секретарь ЦК КП Армении,
- c 1959 - 1964 министр культуры Армянской ССР,
- c 1964 - 1967 заместитель председателя Президиума Верховного Совета Армянской ССР.

Избирался депутатом Верховного Совета СССР 4-го и 5-го созывов.
Умер 23 ноября 1967 года, город Ереван.